# Mohammad Anwar Elahee
Mohammad Anwar Elahee (* 9. Juli 1929; † 26. November 2010) war ein mauritischer Fußballspieler und -trainer.

## Sportlicher Werdegang
Nach einer Spielerkarriere in seinem Heimatland, während der er zum Nationalspieler für die mauritische Nationalmannschaft avancierte, begann Anwar Elahee in den 1960er Jahren seine Trainerkarriere. Zunächst betreute er seine ehemalige Spielstation Muslim Scouts, ehe er ab 1970 zunächst parallel als erster einheimischer Coach als Nationaltrainer der Auswahlmannschaft seines Heimatlandes tätig war. Unter seiner Leitung qualifizierte sich die Mannschaft mit der Teilnahme an der Endrunde 1974 erstmals für ein Afrikameistterschaftssturnier, schied aber nach drei Niederlagen in der Gruppenphase aus. Später arbeitete er zusammen mit Helmut Kosmehl, gemeinsam führten sie 1985 die Nationalmannschaft zur Goldmedaille bei den Indian Ocean Island Games.
1988 schied Anwar Elahee aus seinem Amt und trainierte in der Folge Sunrise Flacq United und Scouts Club in der nationalen Meisterschaft, als Nachfolger von Rudi Gutendorf übernahm er allerdings 1994 bis 1996 erneut die Geschicke der Nationalmannschaft.